# Seznam aquilejských patriarchů

Aqulia - Orlice ve znaku aquilejského patriarchátu

Toto je seznam biskupů, arcibiskupů, respektive patriarchů aquilejského patriarchátu:

## Biskupové aquilejští
- sv. Hilarius z Panonie asi 276–285
- Chrysogon I. asi 286–295
- Chrysogon II.  asi 295–308
- Teodor asi 308–319
- Agapit asi 319–332
- Benedikt asi od roku 332
- Fortunacián asi 343–355

## Arcibiskupové aquilejští
- Valerián 369–388
- Chromatius 388–407
- Augustin 407–434
- Adelphus 434–442
- Maximus I. 442–444
- Januarius 444–447
- Secundus 451–452
- Nicetas 454–485
- Marcelián 485–500
- Marcelin 500–513
- Štěpán I. od roku 515
- Macedonius 539–557

## Patriarchové aquilejští
- Pavel I. 557–569 (sídlil v Gradu)
- Probin 569–570
- Elia 571–586
- Severus 586–606
- Kandidián od roku 606.

Kandidián se vrátil zpět do náruče římské církve. Odpůrci znovusjednocení církve si zvolili nového patriarchu Jana I., jenž sídlil přímo v Aquileji. Proto byli Kandidián a jeho nástupci označovaní jako gradští patriarchové, třebaže již Paulin I. a jeho nástupci sídlili tam. Nicméně i po skončení schismatu oficiálně stále užívali titulu patriarcha aquilejský, než byl titul spojen s titulem biskupa a patriarchy benátského.
I nově označovaní patriarchové aquilejští (tzn. ti, kteří tak tak byli označováni) jistě i později často sídlili také v jiných městech.
- Jan I. 606
- Marcián 623–628
- Fortunát 628–663
- Felix od roku 649 (protipatriarcha)
- Jan II. od roku 663
- Jan III. od roku 680
- Petr I. Aquilejský 698–700

Za jeho úřadování bylo ukončeno schisma. Za 750 let byli oficiálně jen dva aquilejští patriarchové (zdejší a gradský) v součinnosti s papežem.
- Serenus  711–723
- Kalixt 726–734
- sede vacante nebo neznámá osoba 734–772
- Siguald 772–776
- Paulin II. 776–802
- Ursus I. 802–811
- Maxentius 811–833
- Ondřej 834–844
- Venantius Aquilejský od roku 850
- Theutmar od roku 855
- Lupus I. od roku 855
- Valpert 875–899
- Fridrich I. 901–922
- Lev 922–927
- Ursus II. 928–931
- Lupus II. 932–944
- Engelfred 944–963
- Rodoald 963–984
- Jan IV. z Ravenny 984–1017
- Poppo 1019–1042 (Otakarovec)
- Eberhard 1043–1048
- Gotebald (Godwalt, Gotapolt) 1049–1063
- Ravenger (Rawenger) 1063–1068
- Sigehard z Beilsteinu (Sighard) 1068–1077 (Sieghardovci)
- Jindřich 1077–1084
- Svatobor Bedřich Český 1084–1085
- Oldřich I. z Eppensteinu 1086–1121
- Gerard I. Primiero 1122–1128
- Egilbert kolem roku 1129
  - Oldřich Ortenburský 1130–1132 (nepotvrzen v úřadu)
- Pelhřim I. ze Spanheimu 1130/32–1161 (jeho původ z rodu Spanheimských není potvrzen)
- Oldřich II. z Treffenu 1161–1181
- Gottfried 1182–1194
- Pelhřim II. z Dornbergu 1195–1204
- Wolfger z Erly 1204–1218
- Bertold z Andechsu 1218–1251
- Řehoř z Montelonga 1251–1269
- Filip ze Spanheimu 1269–1273
- Rajmond z Torre 1273–1299
- Pietro II. Gerra 1299–1301
- Ottobuono z Razzi 1302–1315
- Gaston z Torre 1316–1318
- Pagan z Torre 1319–1332
- Bertram ze Sv. Genesia 1334–1350
- Mikuláš Lucemburský 1350–1358
- Ludvík I. z Torre 1359–1365
- Markvard I. z Randecku 1365–1381
- Filip II. z Alençonu 1381–1387
- Jan V. Moravský 1387–1394
- Antonín I. Gaetani 1394–1402
- Antonín II. Panciera 1402–1412
  - Antonín III. Z Ponte 1409–1418 (1409–1412 protipatriarcha)
- Ludvík z Tecku 1412–1439
- Ludvík III. Scarampi-Mezzarota 1439–1465
  - Vavřinec z Lichtenberka 1444–1446 (protipatriarcha)
- Marek I. Barbo 1470–1491
- Ermolaio I. Barbaro 1491–1493
- Mikuláš II. Donati 1493–1497
- Dominik Grimani 1498–1517
- Marino Grimani 1517–1529
- Marek II. Grimani 1529–1533
- Marino Grimani (2. Mal) 1533–1545
- Jan VI. Grimani 1545–1550
- Daniel I. Barbaro 1550–1570
- Alois Giustiniani 1574–1585
- Jan VI. Grimani (podruhé) 1585–1593
- František Barbaro 1593–1616
- Ermolaio II. Barbaro 1616–1622
- Antonín IV. Grimani 1622–1628
- Augustin Gradenigo 1628–1629
- Marek III. Gradenigo 1629–1656
- Jeroným Gradenigo 1656–1658
- Jan VII. Dolfino 1658–1699
- Diviš Dolfino 1699–1734
- Daniel II. Dolfino 1734–1752 (poté arcibiskup v Udine)

Patriarchát byl rozdělen na dvě arcidiecéze: Udine a Gorizia. Titul byl sloučen v osobě benátského patriarchy.

## Titulární arcibiskupové aquilejští
Od roku 1969 se aquilejská titulární arcidiecéze nevyužívá: viz Titulární arcidiecéze Aquilej.